# Neootomanismo
El neootomanismo (en turco: Yeni Osmanlıcılık) es una ideología política turca que, en su sentido más amplio, pretende promover una mayor participación política de la moderna República de Turquía dentro de las regiones que antes estaban bajo el dominio del Imperio Otomano y que ahora constituyen sus estados sucesores. En el ámbito interno turco, algunos autores han señalado que el neootomanismo reivindica los elementos del Islam y el Califato, al tiempo que rechaza tanto el estado-nación turco como el nacionalismo turco por no considerarlos elementos auténticamente islámicos. Otros autores lo han señalado como una alternativa al kemalismo.

## Historia
Una de las primeras menciones que ha tenido este término fue en 1985, en un artículo de Chatham House, en el cual David Barchard proponía que una opción "neootomana" podría ser una posible vía para el desarrollo futuro de Turquía. Sin embargo, parece que este término ya había sido empleado anteriormente por los griegos algún tiempo después de la invasión turca de Chipre en 1974, la cual llevó a la constitución de la República Turca del Norte de Chipre.
Posteriormente, ya en el siglo XXI, el término ha estado íntimamente relacionado con Recep Tayyip Erdoğan y el islamista Partido de la Justicia y el Desarrollo (AKP). En alguna ocasión Erdoğan ha llegado a afirmar que «mediante el uso del neootomanismo estaba construyendo una Gran Turquía». Sin embargo, algunos autores apuntan que ha constituido más un instrumento para intervenir en la política interna de otros países, como es el caso de Siria e Irak. Mediante la doctrina neootomana el gobierno turco ha aspirado a tener un papel más activo en el siempre conflictivo Oriente Medio, pero también en Asia Central, los Balcanes y el norte de África. El término también ha estado muy asociado a Ahmet Davutoğlu, que fue Ministro turco de asuntos exteriores, en relación con la política exterior que adoptó hacia otras naciones.
Hay autores que señalan que los primeros movimientos hacia la adopción de una política exterior neootomana se dieron ya bajo el gobierno de Turgut Özal.